# Сулейманов, Фатих Каюмович
Фатих Каюмович Сулейманов (25 июля 1924 года — 14 мая 1997 года) — волочильщик ОАО «Белорецкий металлургический комбинат», депутат Верховного Совета СССР, Герой Социалистического Труда. Почётный гражданин города Белорецка (1987).

## Биография
Фатих Каюмович Сулейманов родился 25 июля 1924 г. в д. Старый Арсланбек Туймазинского района БАССР. Образование — среднее техническое, в 1971 г. окончил Белорецкий металлургический техникум.
Трудиться начал в 1939 г. почтальоном Староарсланбекского почтового отделения Башкирского управления связи, затем учился в Белорецкой школе фабрично-заводского обучения. С 1942 г. работал волочильщиком на Белорецком металлургическом комбинате. Перевыполнял производственные задания, выпускал продукцию только отличного качества. Стало правилом постоянное выполнение им сменной нормы выработки на 130-135 процентов. Семилетнее задание (1959-1965) перевыполнил, выдав со своих станов свыше 500 тонн сверхплановой тонкой проволоки при сменной норме 1,2 тонны. Производственный план 1965 г. выполнил на 116,5 процента, выдал сверх нормы 38 тонн высококачественной проволоки. За 8 месяцев 1966 г. выдал сверх нормы 64 тонны высококачественной проволоки, что явилось отличным показателем в проволочном производстве СССР.
На волочильных станах Ф. К. Сулейманов первым из рабочих внедрил новую технологию протяжки высококачественной проволоки. За разработку данной технологии группа инженеров и руководящих работников завода была удостоена Сталинской премии (1952). В соавторстве и лично подал и внедрил 8 рационализаторских предложений с годовым эффектом 3 600 рублей.
Фатих Каюмович вел большую общественную работу, избирался партгрупоргом смены, членом цехового партийного бюро, членом Белорецкого горкома КПСС. Как партгрупорг смены много внимания уделял слаженности в работе бригады, смены, укреплению трудовой дисциплины, воспитательной работе в коллективе. Подготовил десятки новых рабочих, в том числе 15 человек за семилетку.
За выдающиеся успехи, достигнутые в развитии чёрной металлургии, Указом Президиума Верховного Совета СССР от 22 марта 1966 г. Ф. К. Сулейманову присвоено звание Героя Социалистического Труда.
В 1975-1979 гг. Ф. К. Сулейманов работал бригадиром участка, мастером волочильного отделения цеха № 4 Белорецкого металлургического комбината имени М. И. Калинина, в 1979-1980 гг. - стрелком ВОХР Белорецкого городского штаба гражданской обороны.
Почётный гражданин города Белорецк (1987). Депутат Верховного Совета СССР девятого созыва (1974—1979).
Сулейманов Фатих Каюмович скончался 1997 года.

## Награды
- Герой Социалистического Труда (1966)
- Награждён орденами Ленина (1958, 1966), Трудового Красного Знамени (1971), медалями.